# Aeroportul Atizapan De Zaragoza
Aeroportul Atizapan De Zaragoza (IATA: AZP, ICAO: MMJC) este un aeroport din México, Mexic ce deservește zona Atizapán de Zaragoza⁠(d).
Situat la o altitudine de 2.449 m, aeroportul dispune de o singură pistă.